# 小澤守
小澤 守（おざわ まもる、1950年 - ） は、日本の機械工学者。熱工学専攻。関西大学名誉教授。元日本伝熱学会会長。元日本混相流学会副会長。

## 人物・経歴
1968年兵庫県立西脇高等学校卒業。1972年神戸大学工学部機械工学科卒業。1974年神戸大学大学院工学研究科機械工学専攻修士課程修了、工学修士。1977年大阪大学大学院工学研究科機械工学専攻博士課程修了、工学博士、大阪大学工学部機械工学科助手。1979年神戸大学工学部生産機械工学科助手、アレキサンダー・フォン・フンボルト財団奨学研究員。1985年神戸大学工学部生産機械工学科助教授。1991年関西大学工学部機械工学科助教授。1994年関西大学工学部機械システム工学科教授。2001年日本混相流学会副会長。
2007年関西大学システム理工学部長、日本機械学会動力・エネルギーシステム部門部門長。2010年関西大学社会安全学部教授。2012年関西大学社会安全学部長。2014年日本機械学会関西支部長。2015年日本伝熱学会会長。2017年関西大学名誉教授、関西大学社会安全学部特別契約教授。熱工学を専攻。原子力発電所の管理に詳しく、日本原子力研究開発機構もんじゅ安全委員会委員長代理、炉内中継装置等検討委員会委員長代理、もんじゅ保守管理改善検討委員会委員長、もんじゅ安全・改革
検証委員会委員、関西電力原子力安全検証委員会委員なども務めた。

## 受賞
- 2000年 可視化情報学会学会賞（論文賞）[1]
- 2000年 可視化情報学会学会賞（技術賞）[1]
- 2004年 日本伝熱学会学術賞[1]
- 2009年 日本伝熱学会学術賞[1]
- 2009年 日本伝熱学会技術賞[1]
- 2010年 日本機械学会教育賞[1]
- 2014年 日本機械学会動力エネルギーシステム部門部門賞（功績賞）[1]
- 2015年 日本機械学会関西支部賞（研究賞）[1]
- 2015年 日本機械学会名誉賞[1]
- 2016年 日本機械学会関西支部支部長特別表彰[1]
- 2017年 日本伝熱学会名誉会員[1]

## 著書
- 『原子力エネルギーの選択 - その安全性と事故事例』（John G. Collier、Geoffrey F. Hewitt　共著）（中西重康、小澤守、竹中信幸　共訳）、コロナ社、1992年11月
- 『工業熱力学入門 - 初歩の統計熱力学からサイクル論へ』（竹中信幸、小澤守　共著）、コロナ社、1996年9月
- 『熱移動論入門』（竹中信幸、小澤守、梅川尚嗣、浅野等、松本亮介　共著）、コロナ社、2008年11月
- 『演習工業熱力学』（小澤守、梅川尚嗣、松本亮介、網健行　共著）、電気書院、2011年1月
- 『エネルギー変換論入門』（小澤守、竹中信幸、梅川尚嗣、浅野等、松本亮介、村川英樹　共著）、コロナ社、2013年5月
- 『気液二相流設計計算ハンドブック』（小澤守、網健行　共著）、テクノシステム、2013年7月
- 『Science of Societal Safety, Living at Times of Risks and Disasters』（Editors: Seiji Abe, Mamoru Ozawa, Yoshiaki Kawata）、Springer、2019年
- 『Advances in Power Boilrers, 1st Edition』（Editors: Mamoru Ozawa, Hitoshi Asano）、Elsevier、2021年1月
- 『蒸汽罐發達史』、クラフティヴ電子出版、2024年9月